# Fox (internacional)
Fox foi uma marca de canais de televisão de propriedade da Fox Networks Group, era subsidiária da divisão de Disney General Entertainment Content da The Walt Disney Company. A marca foi incluída na aquisição da 21st Century Fox pela Disney em 2019. Ela compartilha seu nome com a Fox Broadcasting Company, uma rede de televisão americana agora não afiliada de propriedade da Fox Corporation, que foi separada da 21st Century Fox antes da venda. Com exceção do canal da Turquia, que se concentra em programação original, os canais internacionais da Fox geralmente se concentram em programação sindicalizada.
Como parte de um acordo com a Fox Corporation, a Disney eliminou gradualmente a marca Fox até 2024; a marca continou alugada como parte da fase de transição. A partir de 2022, as áreas afetadas pela descontinuação da marca Fox incluíram a América Latina e o Brasil; desde então, essas redes foram relançadas sob a marca Star (estilizada como ST★R).

## Canais atuais

### Ásia
- Fox Japan

### Bálcãs e Sérvia
- Fox é um canal de televisão sérvio lançado em 15 de outubro de 2012. Anteriormente sob o nome de Fox Televizija, foi lançado em 31 de dezembro de 2006 e transmitia todos os programas antes de ser adquirido pelo Antenna Group da Grécia e tornar-se Prva Srpska Televizija em 20 de setembro de 2010.

### Báltico e CEI
- Fox (anteriormente Fox Crime) foi um canal de televisão russo lançado em 5 de março de 2008. O canal foi fechado em 1 de outubro de 2022 para a Rússia e a Bielorrússia, mas ainda está ativo nas regiões da CEI e do Báltico.

### Bélgica
- Fox é um canal flamengo lançado em 1 de outubro de 2015.

### Bulgária
- Fox é um canal búlgaro lançado em 15 de outubro de 2012.

### Finlândia
- Fox (anteriormente SuomiTV) é um canal finlandês lançado em 2009. O canal será renomeado como Star Channel em 6 de janeiro de 2023, adicionando os idiomas dinamarquês, norueguês, sueco, estoniano, letão e lituano com os países.

### Grécia
- Fox é um canal grego lançado em 1 de outubro de 2012.

### Oriente Médio e Norte da África
- Fox Arabia é um canal do Oriente Médio e Norte da África lançado em 1 de março de 2011.

### Países Baixos
- Fox, um canal holandês de propriedade da Eredivisie Media & Marketing, que é propriedade de 51% da The Walt Disney Company.

### Polônia
- Fox é um canal polonês lançado em 6 de novembro de 2010.

### Portugal
- Fox é um canal português lançado em 2003.

### Espanha
- Fox é um canal espanhol lançado em 30 de junho de 2002. O canal será renomeado como Star Channel em 2023.

### Turquia
- Fox (anteriormente TGRT) é um canal turco lançado em 24 de fevereiro de 2007. O canal será renomeado como TGRT em 31 de janeiro de 2023.

## Antigos canais

### Ásia
- Fox Asia, o canal foi fechado no Sudeste Asiático e Hong Kong em 1 de outubro de 2021 e em Taiwan em 1 de janeiro de 2022, com a maior parte de seu conteúdo mudando para o hub de conteúdo Star no Disney+ (para Singapura, Filipinas, Hong Kong e Taiwan) e Disney+ Hotstar (para a região do Sudeste Asiático fora de Singapura e Filipinas).[1]
- Fox Thailand
- Fox Philippines
- Fox Korea, devido à expansão contínua da Star em 2020, "T.cast", o licenciante da FOX na Coréia, anunciou que iria relançar o canal como  ko.
- Fox Taiwan, o canal, foi renomeado como a segunda encarnação do feed de Taiwan de Star World em 1 de janeiro de 2022.

### Dinamarca
- Xee era um canal de TV dinamarquês e serviço de vídeo sob demanda de co-propriedade da Fox Networks Group e YouSee, que exibia uma mistura de programação internacional típica da Fox e programas domésticos dinamarqueses, além de transmitir partidas de futebol da Premier League. O canal utilizou a marca internacional Fox e foi lançado em 20 de janeiro de 2019. A Fox Networks Group deixou de operar o canal em 30 de dezembro de 2021, com a propriedade do canal transferida para o Viaplay Group (então conhecido como NENT Group) nessa data; a última empresa mudou a marca do canal e o renomeou para See.[2] Grande parte da programação da Fox que costumava ir ao ar no Xee foi migrada para o hub de conteúdo Star no Disney+ na Dinamarca.

### Alemanha, Áustria e Suíça
- Fox foi um canal alemão lançado em 20 de maio de 2008. O canal foi fechado em 30 de setembro de 2021, com a maior parte de seu conteúdo mudando para o hub de conteúdo Star no Disney+.[3]

### Hungria
- Fox foi um canal de TV a cabo básico húngaro lançado em 4 de fevereiro de 2014. O canal foi fechado em 30 de abril de 2018 para se concentrar em seu serviço de streaming, Fox+,[4] que seria eventualmente substituído pelo Disney+.

### Itália
- Fox foi um canal italiano lançado em 31 de julho de 2003 e encerrado em 1 de julho de 2022.

### América Latina
- Fox Channel foi um canal latino-americano lançado em 14 de agosto de 1993. Foi relançado como Star Channel em 22 de fevereiro de 2021.[5]

### Noruega
- Fox foi um canal norueguês lançado em 1º de julho de 2013. O canal foi fechado em 31 de março de 2021, com a maior parte de seu conteúdo mudando para Disney+.[6]

### África do Sul
- Fox (anteriormente "'Fox Entertainment") foi um canal sul-africano lançado em 1 de maio de 2010 e encerrado em 1 de outubro de 2021. A maior parte de seu conteúdo seria transferida para o Disney+, que foi lançado na África do Sul em 18 de maio de 2022.[7][8]

### Reino Unido e Irlanda
- Fox (anteriormente FX289 e FX) foi um canal britânico e irlandês lançado em 12 de janeiro de 2004. O canal foi fechado em 1 de julho de 2021, com a maior parte de seu conteúdo sendo transferido para o hub de conteúdo Star no Disney+.[9]